# Johann Philipp Julius Rudolph

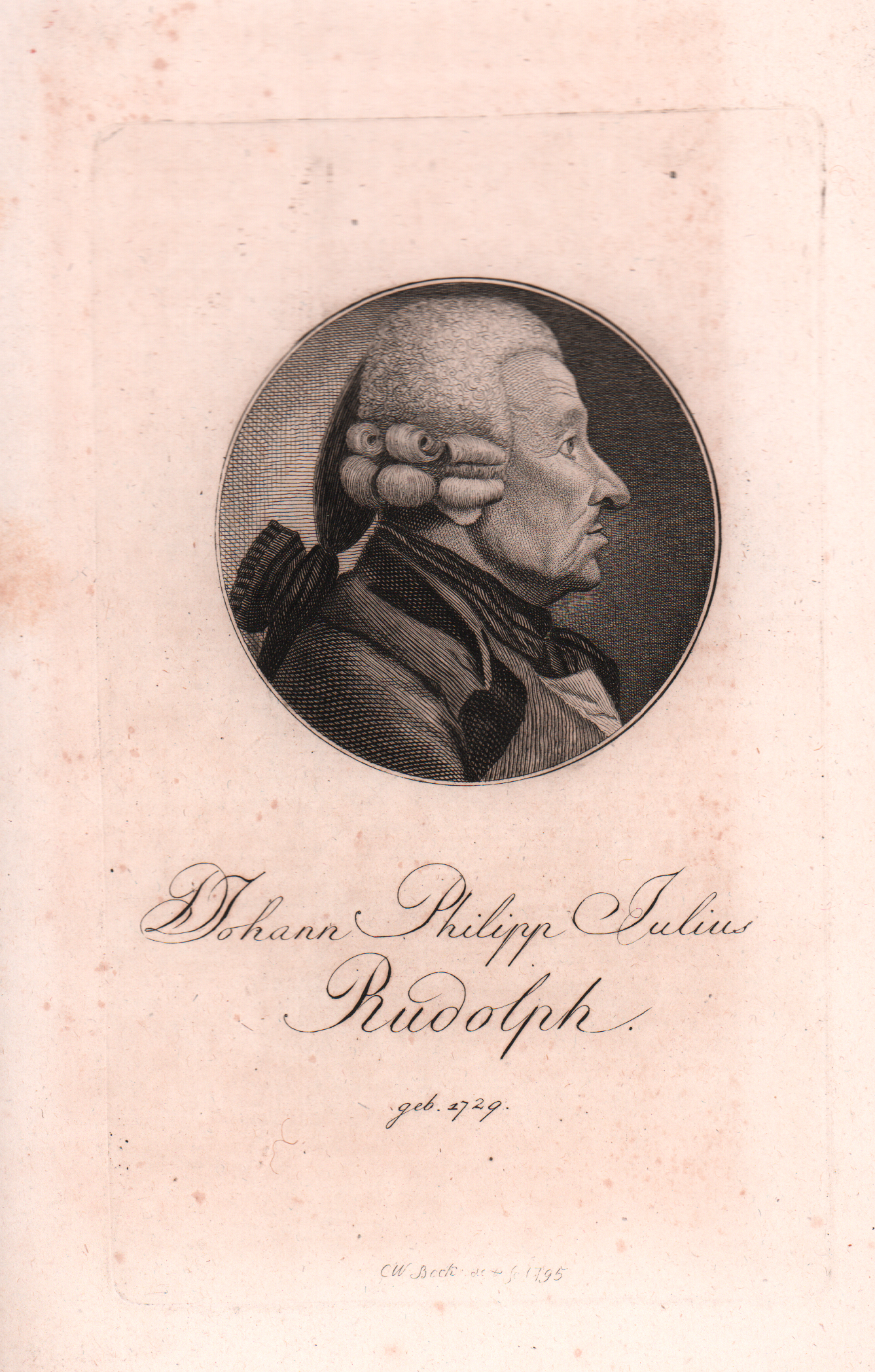
Kupferstich von C.W. Bock, 1795

Johann Philipp Julius Rudolph (* 4. Dezember 1729 in Marburg, anderes Datum: 7. Dezember 1729; † 5. März 1797 in Erlangen) war ein deutscher Mediziner und Hochschullehrer.

## Leben
Johann Philipp Julius Rudolph wurde als Sohn von Sebastian Rudolph, Schultheiß und Verwalter des Elisabeth-Hospital, und dessen Ehefrau Christine Elisabeth, jüngste Tochter des Johann Christoph Huth, Inspektor der Burg zu Friedberg in der Wetterau, geboren. Von seinen Geschwistern sind namentlich bekannt:
- Johann Christoph Rudolph, Jurist und Hochschullehrer.

Bevor er das Gymnasium Marburg besuchte, erhielt er Privatunterricht zu Hause. Nach Beendigung der Schule begann er eine Wundarzt-Ausbildung anfangs in Marburg und später in Kassel, dort wurde er auch zum Kompaniefeldscher geprüft.
Ungefähr 1745 begann er ein Medizin-Studium an der Universität Straßburg und hörte chirurgische und medizinische Vorlesungen; 1746 ging er als Chirurg in das Spital nach Colmar, aber kurz danach war er von 1746 bis 1754 dann als Chirurg in der französischen Armee in Kriegsdiensten und mit Tätigkeiten in Kriegsspitälern in Brabant und in der Bretagne tätig. Nach der Schlacht bei Tongern kam er 1747 in das dortige Spital und darauf in das Feldhospital nach Douay, dort hörte er die Vorlesungen des Spitalarztes Marechal, bis er in die Bretagne ging. Nach Beendigung des Feldzuges ging er als Chirurg in die Dienste des Schweizer Regimentes Seedorf, das sich in der Bretagne aufhielt und ging im darauffolgenden Frühjahr wieder nach Brabant und war an der Belagerung von Mastricht beteiligt. Weil das Regiment häufig seinen Standort wechselte, hatte Johann Philipp Julius Rudolph Gelegenheit in vielen Hospitälern verschiedenste Ärzte und Wundärzte und deren Behandlungsmethoden kennenzulernen.
Im Februar 1755 ging er als holländischer Schiffschirurg nach Batavia in Ostindien, von dort unternahm er Reisen nach Japan, China und Indonesien und war im Kriegsdienst für das holländische Heer in Bengalen in Indien. Im Juni 1765 kehrte er nach Middelburg in Seeland zurück und besuchte seinen Bruder, der als Hochschullehrer der Rechtswissenschaften an der Universität Erlangen tätig war.
1765 immatrikulierte er sich an der Universität Erlangen und begann ein Medizin- und Mathematikstudium.
Er promovierte am 23. Januar 1768 zum Dr. med. an der Universität Erlangen und im darauffolgenden Jahr erhielt er seine Venia legendi für Arzneikunde an der Universität. Am 1. Januar 1770 begann er, nachdem er bereits als Privatdozent gelehrt hatte, als außerordentlicher Professor für Arzneikunde, besonders für Wundarzneikunde in der Medizinischen Fakultät in Erlangen und wurde am 12. Mai 1774 zum ordentlichen vierten Professor der Arzneikunde ernannt, worauf 1791 seine Ernennung zum dritten und 1793 zum zweiten Professor erfolgte.
Johann Philipp Julius Rudolph war seit 1775 mit Barbara Veronika (geb. Geyer), verheiratet; die Ehe blieb kinderlos.

## Ehrungen und Auszeichnungen
- 1774 wurde Johann Philipp Julius Rudolph zum Hofrat ernannt.

## Mitgliedschaften
- Am 23. Januar 1790 wurde Johann Philipp Julius Rudolph mit dem akademischen Beinamen Podalirius V. unter der Matrikel-Nr. 907 Mitglied der Deutschen Akademie der Naturforscher Leopoldina.[2][3]

## Schriften (Auswahl)
- Heinrich Friedrich von Delius; Johann Philipp Julius Rudolph: Dissertatio Inavgvralis Chirvrgico-Medica De Vstione Cranii In Epilepsia. Erlangen 1768.
- Tumorem cancrosum singularem amputatione feliciter sanatum describit Jo. Philippus Julius Rudolph. Erlangen, Walther, 1770.
- Dissertatio Inavgvralis Medica De Partv Sicco. Erlangen 1790.
- Commentatio de evacuatione abscessuum artificiali: Ad orationem in aditu Professionis Medicinae Extraordinariae. Erlangen 1793.